# Imperial Blaze
Imperial Blaze é o quarto álbum de estúdio do cantor de reggae jamaicano Sean Paul, o qual foi lançado pela editora VP Records a 18 de agosto de 2009 nos Estados Unidos.

## Faixas
1. "Chi Ching Ching (Intro)"
2. "Lace It"
3. "So Fine"
4. "Now That I've Got Your Love"
5. "Birthday Suit"
6. "Press It Up"
7. "Evening Ride"
8. "Hold My Hand"
9. "She Want Me"
10. "Daddy's Home"
11. "Bruk Out"
12. "Pepperpot"
13. "Wine Baby Wine"
14. "Running Out of Time"
15. "Don't Tease Me"
16. "Lately"
17. "She Wanna Be Down"
18. "Straight from My Heart"
19. "Private Party"
20. "I Know U Like It"